# U-Bahn-Station Heddernheim
Die U-Bahn-Station Heddernheim im Stadtteil Heddernheim ist der nördliche Endpunkt der Stammstrecke Südbahnhof–Heddernheim der U-Bahn Frankfurt. Unmittelbar nördlich der Station liegt der Betriebshof Heddernheim. Stadtauswärts verzweigt sich die Stammstrecke in die Anschlussstrecke A2, die von der U2 in Richtung Gonzenheim befahren wird, und die Anschlussstrecke A1/A3, auf der die Linien U1, U3 und U8 verkehren.

## Betrieb
Heddernheim wird im Regelbetrieb seit 2010 von den vier Linien U1, U2, U3 und U8 angefahren. Aus betrieblichen Gründen werden einige Züge frühmorgens in Heddernheim eingesetzt oder enden hier spätabends.
| Linie | Verlauf | Takt |
| ----- | --- | --- |
| S1    | Südbahnhof – Schweizer Platz – Willy-Brandt-Platz – Hauptwache – Eschenheimer Tor – Grüneburgweg – Holzhausenstraße – Miquel-/Adickesallee – Dornbusch – Fritz-Tarnow-Straße – Hügelstraße – Lindenbaum – Weißer Stein – Heddernheim – Zeilweg – Heddernheimer Landstraße – Nordwestzentrum – Römerstadt – Ginnheim/Niddapark – Ginnheim Mitte | 10 min (werktags) 15 min (sonn-/feiertags)                                                                                |
| S2    | Südbahnhof – Schweizer Platz – Willy-Brandt-Platz – Hauptwache – Eschenheimer Tor – Grüneburgweg – Holzhausenstraße – Miquel-/Adickesallee – Dornbusch – Fritz-Tarnow-Straße – Hügelstraße – Lindenbaum – Weißer Stein – Heddernheim – Sandelmühle – Riedwiese/Mertonviertel – Kalbach – Bonames Mitte – Nieder-Eschbach – Ober-Eschbach – Bad Homburg-Gonzenheim | 10 min (Südbf–Nieder-Eschb. werktags) 10/20 min (Nieder-Eschb.–Gonzenh. werktags) 5/10 min (HVZ) 15 min (sonn-/feiertags) |
| S3    | Südbahnhof – Schweizer Platz – Willy-Brandt-Platz – Hauptwache – Eschenheimer Tor – Grüneburgweg – Holzhausenstraße – Miquel-/Adickesallee – Dornbusch – Fritz-Tarnow-Straße – Hügelstraße – Lindenbaum – Weißer Stein – Heddernheim – Zeilweg – Wiesenau – Niederursel – Weißkirchen Ost – Bommersheim – Oberursel Bahnhof – Oberursel Stadtmitte – Oberursel Altstadt – Oberstedter Straße – Glöcknerwiese – Kupferhammer – Rosengärtchen – Waldlust – Oberursel-Hohemark | 15 min (werktags) 30 min (sonn-/feiertags)                                                                                |
| S8    | Südbahnhof – Schweizer Platz – Willy-Brandt-Platz – Hauptwache – Eschenheimer Tor – Grüneburgweg – Holzhausenstraße – Miquel-/Adickesallee – Dornbusch – Fritz-Tarnow-Straße – Hügelstraße – Lindenbaum – Weißer Stein – Heddernheim – Zeilweg – Wiesenau – Niederursel – Uni-Campus Riedberg – Riedberg | 15 min 10 min (HVZ) |

Bei Bauarbeiten auf der Eschersheimer Landstraße dient Heddernheim oft als nördlicher Ausgangs- und Endpunkt für den Schienenersatzverkehr, während die Züge aus den Anschlusslinien in Heddernheim Kopf machen. Zum Fastnachtszug durch Klaa Paris verkehren jedes Jahr am Fastnachtsdienstag Sonderzüge.
Die Station besitzt drei Gleise: die beiden Durchgangsgleise mit Seitenbahnsteigen sowie ein Stumpfgleis an der Ostseite des stadtauswärts gelegenen Bahnsteiges, das nur aus Richtung des Betriebshofes befahren werden kann und keine Verbindung in Richtung Innenstadt besitzt.

## Geschichte

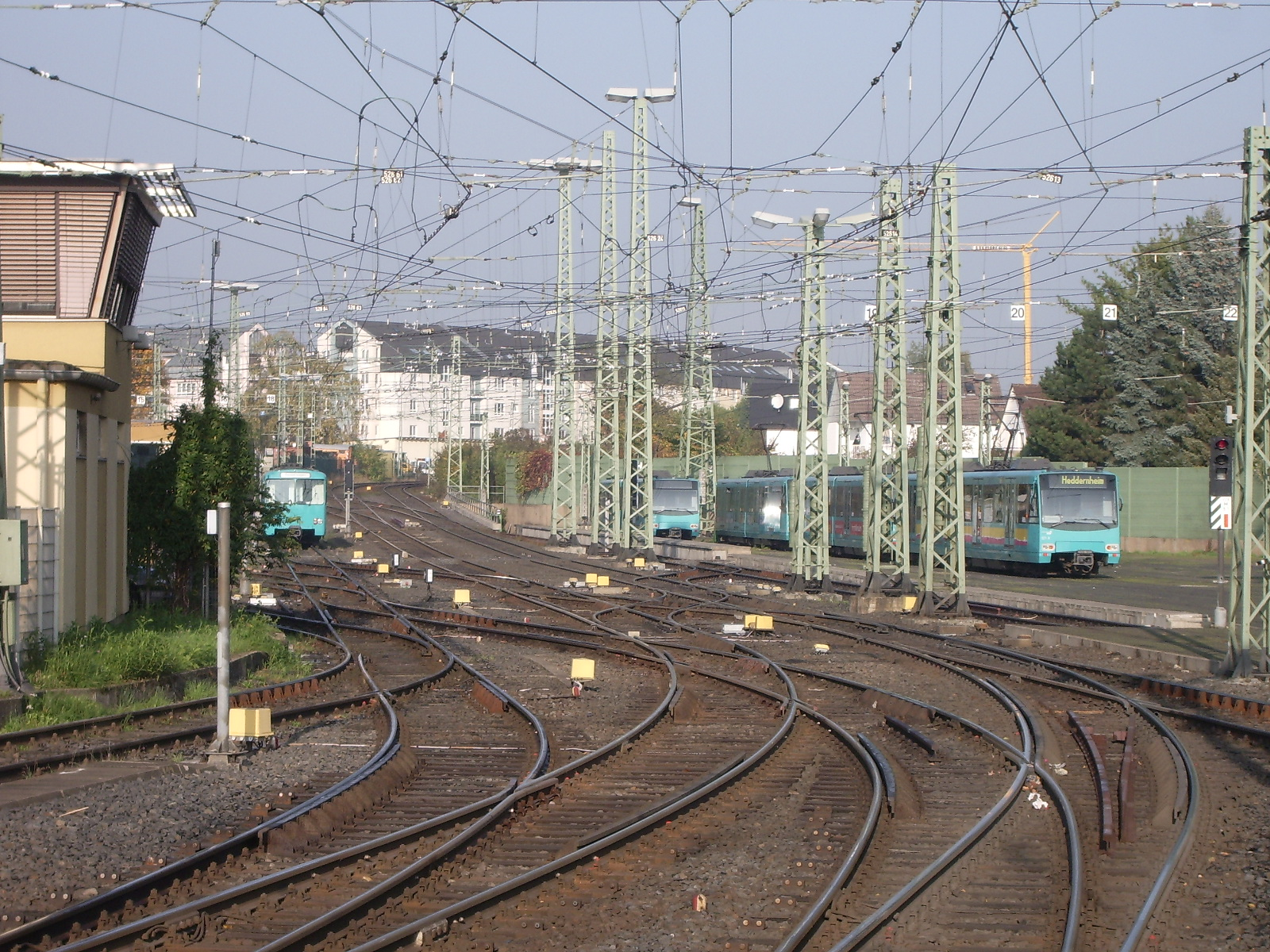
Gleisfeld des Betriebshofes Heddernheim

### Straßenbahnknotenpunkt von städtischer Straßenbahn und Lokalbahn
Nachdem die Städtische Straßenbahn 1901 die dampfbetriebene Straßenbahn Frankfurt–Eschersheim von der Frankfurter Lokalbahn AG (FLAG) übernommen hatte, wurde die Strecke 1908 zweigleisig ausgebaut und elektrifiziert. Am 1. Oktober 1909 ging die Verlängerung über eine neu erbaute Niddabrücke bis nach Heddernheim in Betrieb. Der Streckenausbau war notwendig, weil Eschersheim und Heddernheim am 1. April 1910 nach Frankfurt eingemeindet wurden und die wachsenden Vororte an den öffentlichen Personennahverkehr Frankfurts angeschlossen werden sollten.
Am 10. Mai 1910 eröffnete die FLAG die Überlandstraßenbahn-Linie 25 von Heddernheim nach Bad Homburg. Gleichzeitig eröffnete die städtische Straßenbahn das Depot Heddernheim an der Nassauer Straße. Am 31. Mai 1910 nahm auch die Linie 24 nach Oberursel den Betrieb auf. Die beiden so genannten „Taunusbahnen“ waren nicht als Straßenbahn, sondern als nebenbahnähnliche Kleinbahn konzessioniert. Sie wurden mit speziell ausgerüsteten elektrischen Straßenbahnzügen der Baureihe V betrieben, die unter anderem Druckluftbremsen besaßen. Die FLAG besaß von diesem Typ 18 Trieb- und 21 Beiwagen, die in Bommersheim und Bad Homburg stationiert waren. Die 7 weitgehend baugleichen Triebwagen und 12 Beiwagen der städtischen Straßenbahn waren in Heddernheim beheimatet. Die Züge der FLAG-Linien 24 und 25 nutzten gemeinsam mit den städtischen Straßenbahnlinien 8 und 23, die nur bis Heddernheim verkehrten, stadteinwärts die Strecke über die Eschersheimer Landstraße bis zu ihrer Endhaltestelle am Schauspielhaus.
Auf den Taunusbahnen verkehrten auch Güterzüge zwischen Oberursel, Heddernheim und Bad Homburg. Dafür besaß die FLAG die beiden 1899 und 1900 bei Hagans gebauten Tenderlokomotiven Nr. 1 „Oberursel“ und Nr. 2 „Hohemark“ der Bauart Bn2t sowie 22 gedeckte und offene Güterwagen. 1911 nahm die FLAG den elektrischen Gütertriebwagen Nr. 19 mit Holzaufbau für den Stückgutverkehr in Betrieb.

### Zweiter Weltkrieg und Nachkriegszeit
Ab 8. Januar 1944 übernahmen Oberleitungsbusse den Betrieb auf der seit 1930 bestehenden Linie 60 zwischen den Straßenbahnstationen „Heddernheim“ und „Praunheim/Brücke“. Die Elektrifizierung war eine Folge des zunehmenden Treibstoffmangels im Verlauf des Krieges, dagegen konnte an beiden Linienenden Strom aus den Unterwerken der Straßenbahn eingespeist werden. Die Buslinie war für den Berufsverkehr erforderlich, da sich in Heddernheim kriegswichtige Betriebe befanden, unter anderem das VDM-Werk, in dem Verstellpropeller für die Flugzeuge der Luftwaffe hergestellt wurden.
Bei den Luftangriffen auf Frankfurt am Main blieb der Bahnhof unbeschädigt, die Wagenhalle für die Oberleitungsbusse hingegen wurde zerstört. Am 8. Januar 1945 musste der O-Bus-Betrieb eingestellt werden, am 24. März 1945 auch der Straßenbahnbetrieb. Ab Ende Mai 1945 konnten die Straßenbahn und die Taunusbahnen den Betrieb wieder aufnehmen, jedoch zunächst nur im Inselbetrieb ab Dornbusch. Dort war die Eschersheimer Landstraße wegen eines Sperrgebiets der US-amerikanischen Streitkräfte unterbrochen. Ab 1. Oktober 1945 konnte die Line 23 über eine provisorisch errichtete Umleitungsstrecke im Marbachweg wieder bis Hauptbahnhof verkehren. Erst ab Juni 1948 war die Eschersheimer Landstraße wieder durchgehend für Straßenbahnen befahrbar. Gleichzeitig nahm die O-Bus-Linie 60 den elektrischen Betrieb wieder auf. 1960 wurde sie auf Kraftomnibusse umstellt.
Am 1. Januar 1955 übernahm die städtische Straßenbahn die FLAG und gliederte Personal, Fahrzeuge und Einrichtungen in ihren Betrieb ein. Im selben Jahr begann der Einsatz von Großraum-Straßenbahnwagen. Die auf den Taunusbahnen eingesetzten Züge der Unterbauart Lv/lv verfügten über Doppelscheinwerfer und breitere Radreifen.

### U-Bahn-Betrieb

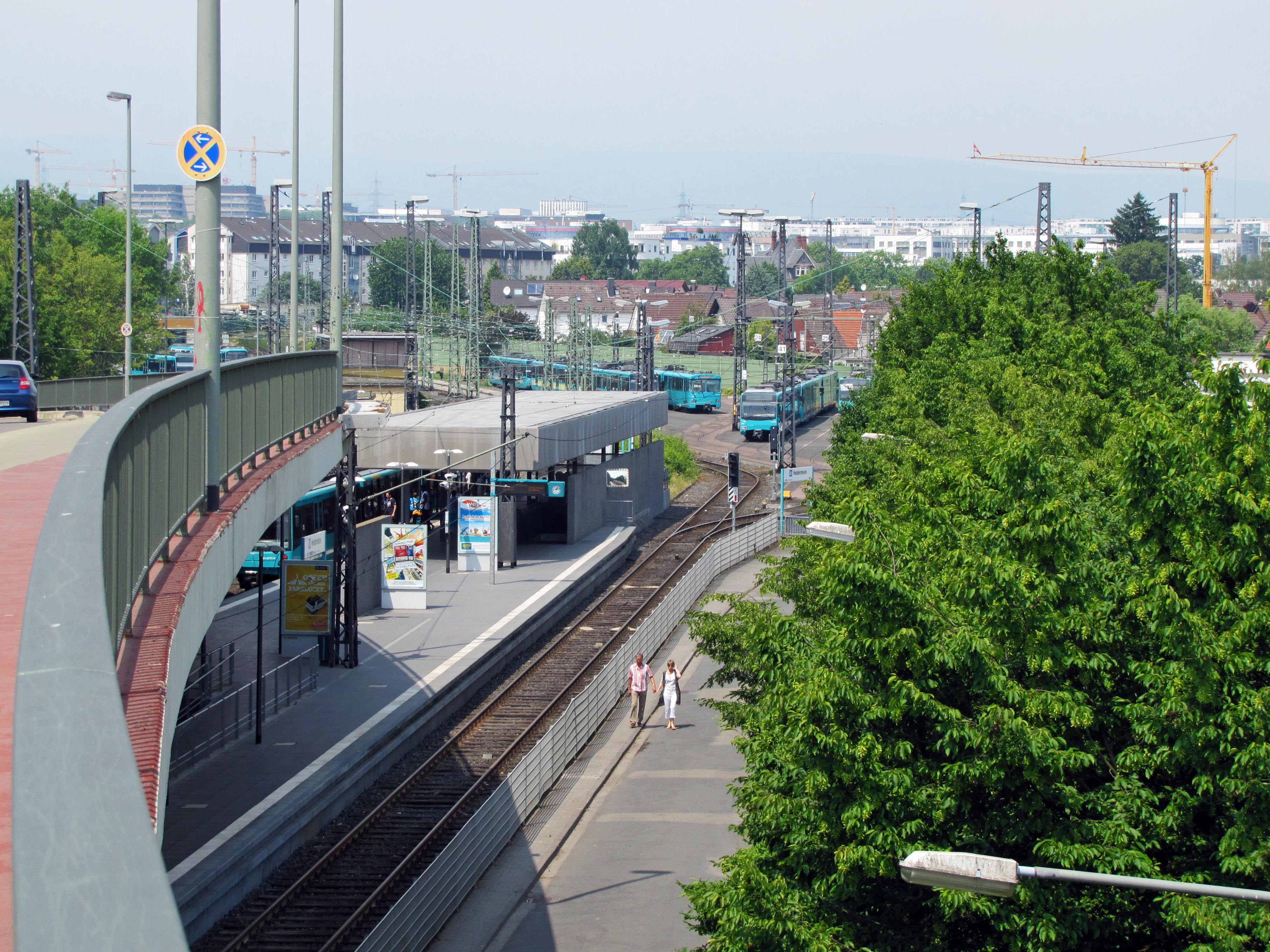
Blick von Norden, der Maybachbrücke (2011)

Im Juni 1963 begann der U-Bahn-Bau in Frankfurt. Die erste Neubaustrecke sollte die Nordweststadt mit der Hauptwache verbinden. Gleichzeitig sollten die Taunusbahnen als Vorlaufbetrieb der Linien 23, 24 und 25 mit umgebauten Straßenbahnwagen über die U-Bahn-Strecke A verkehren. Dazu erhielt der U-Bahnhof Heddernheim zwei Hochbahnsteige mit einer Höhe von 56 Zentimeter über der Schienenoberkante, an denen sowohl die 2,65 Meter breiten U2-Triebwagen als auch die Straßenbahnwagen der Baureihe Mt/mt halten konnten. Im Betriebshof Heddernheim wurde die alte hölzerne Wagenhalle abgerissen. Zusätzlich wurde eine neue Wagenwaschanlage erbaut, die Gleisanlagen grundlegend umgeändert und das Stellwerk modernisiert.
Am 4. Oktober 1968 ging die U-Bahn in Betrieb. 1971 endete der Güterverkehr nach Heddernheim. Am 19. Dezember 1971 stellte die Linie nach Bad Homburg auf U2-Triebwagen um, am 27. Mai 1978 auch die Linie nach Oberursel. Seitdem verkehren in Heddernheim ausschließlich U-Bahn-Triebwagen der Linien U1 bis U3, seit 2010 auch die Linie U8 nach Riedberg. 2003 wurde die U-Bahn-Station grundlegend modernisiert, die Bahnsteige auf 80 Zentimeter erhöht und die Unterführung mit einer Rampe versehen. Seitdem ist die U-Bahn-Station barrierefrei.